# Hana Mejdrová
Hana Mejdrová (7. července 1918 Praha – 26. prosince 2011 tamtéž) byla česká historička a levicová intelektuálka, členka protifašistického hnutí a později signatářka Charty 77.

## Život
Narodila se v česko-židovské rodině jako Hana Wotitzová a již během gymnaziálních studií se angažovala ve studentských hnutích. Byla silně ovlivněna hospodářskou krizí 30. let a také levicovou kulturní avantgardou. Do uzavření vysokých škol studovala medicínu a těsně před vypuknutím druhé světové války se jí podařilo emigrovat do Velké Británie. Nejprve zde pracovala v lesnictví v rámci tzv. válečného úsilí, později se starala o československé vojáky v Hammersmith Hospital v Londýně. Po válce pracovala v pražském ústředí KSČ, časem se zde však pro svou válečnou zkušenost stala nežádoucí a byla poslána do výroby. Těžká práce jeřábnice se stala příčinou jejího onemocnění tuberkulózou. V době uvolnění 60. let nastoupila na katedru marxismu-leninismu Vysoké školy chemické, kde se zaměřila na problematiku dějin levicových hnutí, a současně vystudovala dějepis a zeměpis na Pedagogické fakultě Univerzity Karlovy.
Jejím dlouholetým partnerem byl Miloš Hájek, rovněž historik a pozdější disident, jehož aktivitám zajišťovala nepostradatelnou pomoc a zázemí a s nímž se po zákazu publikovat, který oběma vyneslo angažmá v reformním procesu 60. let, podílela na práci v samizdatu. Podepsala Chartu 77 a stala se jednou z osobností podzemního intelektuálního života. Po listopadu 1989 pokračovala ve své odborné činnosti i občanském úsilí a vedle toho také v praxi cvičitelky jógy, jíž se věnovala po řadu let až do svého vysokého věku.

## Dílo
Monografie
- Historie Svazu mladých. Boj o vybudování masové organizace mládeže. Praha : Mladá fronta, 1959.
- Z dějin československého Komsomolu. Léta 1924–1929. Praha : Mladá fronta, 1961.
- Vznik Třetí internacionály. Praha : Karolinum, 2000. (s M. Hájkem)

Edice
- Trpký úděl. Výbor dokumentů k dějinám německé sociální demokracie v ČSR v letech 1937–1948. Praha : Ústav mezinárodních vztahů, 1997.